# Gary Mackay-Steven
Gary Mackay-Steven (ur. 31 sierpnia 1990 w Thurso) – szkocki piłkarz grający na pozycji pomocnika w szkockim klubie Heart of Midlothian.